# Liste der Nummer-eins-Hits in den Niederlanden (1982)
Diese Liste enthält alle Nummer-eins-Hits in den Niederlanden im Jahr 1982. Es gab in diesem Jahr 19 Nummer-eins-Singles und 15 Nummer-eins-Alben.
| Singles | Alben |
| --- | --- |
| - Diana Ross – Why Do Fools Fall in Love - 2 Wochen (19. Dezember 1981 – 8. Januar 1982) - ABBA – One of Us - 2 Wochen (9. Januar – 22. Januar) - Drukwerk – Je loog tegen mij - 2 Wochen (23. Januar – 5. Februar) - Ph.D. – I Won’t Let You Down - 3 Wochen (6. Februar – 26. Februar) - Bucks Fizz – The Land of Make Believe - 2 Wochen (27. Februar – 12. März) - Orchestral Manoeuvres in the Dark – Maid of Orleans (The Waltz Joan of Arc) - 4 Wochen (13. März – 9. April) - Nova – Aurora - 2 Wochen (10. April – 23. April) - Tight Fit – The Lion Sleeps Tonight - 2 Wochen (24. April – 7. Mai) - Joan Jett – I Love Rock ’n’ Roll - 1 Woche (8. Mai – 14. Mai) - Nicole – Ein bißchen Frieden / Een beetje vrede - 4 Wochen (15. Mai – 11. Juni) - Boys Town Gang – Can’t Take My Eyes off You - 3 Wochen (12. Juni – 2. Juli) - José – I Will Follow Him - 1 Woche (3. Juli – 9. Juli) - June Lodge & Prince Mohammed – Someone Loves You Honey - 6 Wochen (10. Juli – 20. August) - André van Duin – Als je huilt / Bim bam - 4 Wochen (21. August – 17. September) - Golden Earring – Twilight Zone - 2 Wochen (18. September – 1. Oktober) - Dire Straits – Private Investigations - 4 Wochen (2. Oktober – 29. Oktober) - Donna Summer – State of Independence - 1 Woche (30. Oktober – 5. November) - Musical Youth – Pass the Dutchie - 4 Wochen (6. November – 3. Dezember) - Doe Maar – De bom - 4 Wochen (4. Dezember 1982 – 7. Januar 1983) | - BZN (Band Zonder Naam) – We Wish You a Merry Christmas - 3 Wochen (26. Dezember 1981 – 15. Januar 1982, insgesamt 6 Wochen) - Stanvaste Singers – Oh Happy Day - 2 Wochen (16. Januar – 29. Januar) - André Hazes – Gewoon André - 5 Wochen (30. Januar – 5. März, insgesamt 6 Wochen; → 1981) - OMD (Orchestral Manoeuvres in the Dark) – Architecture & Morality - 5 Wochen (6. März – 9. April) - Simon & Garfunkel – The Concert in Central Park - 5 Wochen (10. April – 14. Mai, insgesamt 16 Wochen) - Paul McCartney – Tug of War - 1 Woche (15. Mai – 21. Mai) - Queen – Hot Space - 1 Woche (22. Mai – 28. Mai) - Kim Wilde – Select - 1 Woche (29. Mai – 4. Juni) - Simon & Garfunkel – The Concert in Central Park - 1 Woche (5. Juni – 11. Juni, insgesamt 16 Wochen) - Roxy Music – Avalon - 1 Woche (12. Juni – 18. Juni) - The Rolling Stones – Still Life (American Concert 1981) - 3 Wochen (19. Juni – 9. Juli) - Simon & Garfunkel – The Concert in Central Park - 9 Wochen (10. Juli – 10. September, insgesamt 16 Wochen) - Toto – Toto IV - 1 Woche (11. September – 17. September) - Simon & Garfunkel – The Concert in Central Park - 1 Woche (18. September – 24. September, insgesamt 16 Wochen) - Golden Earring – Cut - 1 Woche (25. September – 1. Oktober) - Dire Straits – Love over Gold - 6 Wochen (2. Oktober – 12. November) - Supertramp – “…famous last words…” - 3 Wochen (13. November – 3. Dezember) - Doe Maar – Skunk - 3 Wochen (4. Dezember – 24. Dezember) - BZN (Band Zonder Naam) – We Wish You a Merry Christmas - 3 Wochen (25. Dezember 1982 – 14. Januar 1983, insgesamt 6 Wochen) |

## Kinderen voor Kinderen
"Kinderen voor Kinderen" ist ein Kinderchor des niederländischen Rundfunksenders VARA, der seit 1980 jedes Jahr ein Album mit neuen Kinderliedern herausbringt. Diese Alben haben den Titel "Kinderen voor Kinderen", gefolgt von der Nummer des Albums.
Gegen Ende 1983 war die Folge 3 drei Wochen lang vom 27. November bis zum 10. Dezember Spitzenreiter der Album-Charts.
Dieses Album wird in der obigen Bestenliste nicht aufgeführt.